# Paraconiothyrium hawaiiense
Paraconiothyrium hawaiiense är en svampart som först beskrevs av Crous, och fick sitt nu gällande namn av Damm, Crous & Verkley 2008. Paraconiothyrium hawaiiense ingår i släktet Paraconiothyrium och familjen Montagnulaceae.   Inga underarter finns listade i Catalogue of Life.